# Norra Byttjärnen
Norra Byttjärnen är en sjö i Torsby kommun i Värmland och ingår i Göta älvs huvudavrinningsområde. Sjön är 6,1 meter djup, har en yta på 0,03 kvadratkilometer och befinner sig 265 meter över havet.